# George Lennox
George Henry Lennox (29 novembre 1737 – 25 mars 1805) est un officier de l'armée britannique et homme politique qui siège à la Chambre des communes de 1761 à 1790.

## Jeunesse
Il est le second fils de Charles Lennox (2e duc de Richmond), et un arrière-petit-fils du roi Charles II d'Angleterre. Il est le frère des célèbres sœurs Lennox.

## Militaire de carrière
De 1758 à 1762 George Lennox est le Colonel du 33e Régiment d'infanterie. En 1757, un deuxième bataillon (2e/33e) du 33e Régiment est levé. En 1758, ce bataillon est devenu un régiment indépendant, le 72e Régiment d'infanterie. À l'époque où son frère aîné, Charles Lennox est le colonel du 33e et il est ensuite nommé colonel du nouveau régiment. George Lennox prend le commandement du 33e Régiment (1er/33e). Au début de mai 1758 le 33e Régiment est stationné à Blandford, Dorset et déménage ensuite à l'Île de Wight, pour prendre part à une attaque contre les Français de la côte à Saint-Malo le 5 mai pendant la Guerre de Sept Ans. Le 1er août, les deux régiments (33e et 72e) sont impliqués dans le raid sur Cherbourg, qui entraîne la destruction de 30 navires français, et la capture de 200 canons et roquettes, plus un certain nombre de français du régiment de Couleurs et une grande quantité de butin. Après ce raid, George Lennox et le 33e Régiment restent inactifs, en garnison sur l'Île de Wight, assurant des fonctions de sécurité.
Le 29 décembre 1762, il est nommé colonel du 25e Régiment d'infanterie, qu'il commande jusqu'à sa mort. Le 16 février 1784, il est nommé Connétable de la Tour de Londres.

## Carrière politique
Il est le député de Chichester de 1761 à 1767 et du Sussex de 1767 à 1790. Il est remplacé dans le second, siège de son fils.
En 1772, il est élu maire de Chichester. Il est nommé membre du Conseil privé en 1784.

## Famille

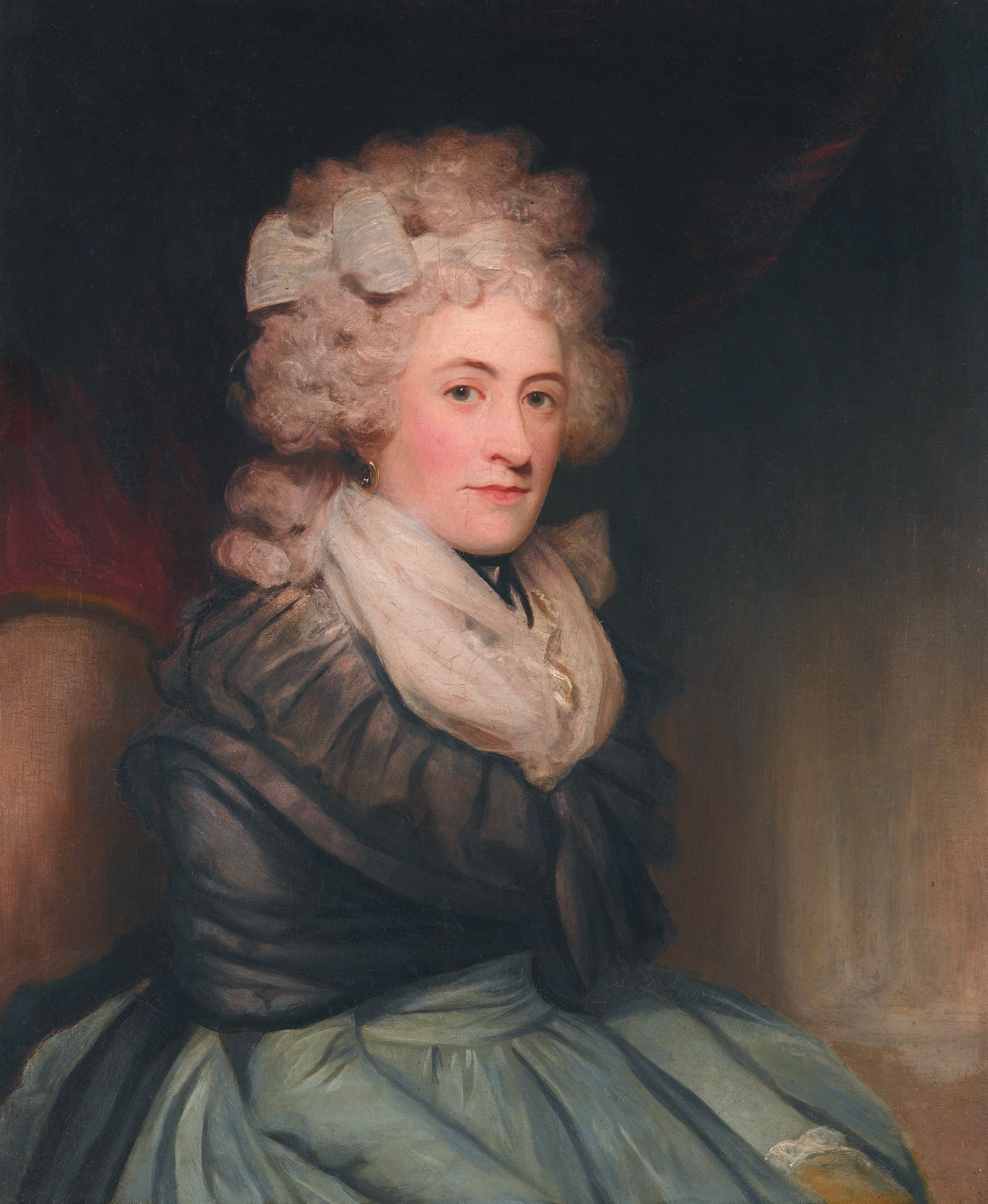
Émilie Charlotte Lennox (John Hoppner)

Lord George Lennox épouse Louisa Kerr, fille de William Kerr (4e marquis de Lothian) en 1759, et ils ont quatre enfants :
- Marie-Louise Lennox (2 novembre 1760 – juillet 1843).
- Emily Charlotte Lennox (décembre 1763 – 19 octobre 1832), mariée à George Cranfield Berkeley.
- Charles Lennox (4e duc de Richmond) (9 septembre 1764 – 28 août 1819).
- Georgiana Lennox (6 décembre 1765 – 20 janvier 1841), épouse Henry Bathurst (3e comte Bathurst).

Malgré le parti des Hanovriens pris par son père, George arrange un mariage pour son propre fils Charles avec l'héritière du Clan Gordon, une famille Jacobite.